# بريكس باي
بريكس باي BRICS Pay هو نظام آلية رسائل دفع لامركزي ومستقل وغير تابع لمنظمة بريكس أو أي من مجالسها

## نظام الدفع
وهو مشابه لنظام الدفع بين البنوك عبر الحدود في الصين، ونظام سويفت في أوروبا، وواجهة المدفوعات الموحدة في الهند. المشروع عبارة عن مشروع مشترك بين دول مجموعة البريكس لتلقي المدفوعات وإجراءها بالعملات المحلية الخاصة بكل دولة. تم إطلاق المشروع في عام 2018 من قبل مجلس أعمال بريكس. يتكون الفريق الذي يدير مشروع بريكس باي من خبراء في التكنولوجيا المالية والمصرفية من الدول الأربع المؤسسة لمجموعة البريكس، بالإضافة إلى جنوب أفريقيا. الهدف من النظام هو جعل المدفوعات الدولية أقل تكلفة وتعقيد، وتشجيع التعاون الدولي بين أعضاء مجموعة بريكس.

### نظام رسائل دفع بريكس
سيتضمن مشروع بريكس باي نظام رسائل عبر الحدود لامركزي (DCMS)، والذي قدمه مركز جامعة سانت بطرسبرغ الحكومية. تعمل وزارة الثقافة والإعلام والرياضة بدون مالك مركزي أو محور. يدير المشاركون العقد الخاصة بهم، مما يجعل النظام مقاومًا للتحكم أو التدخل الخارجي. لا يتضمن النظام رسوم معاملات إلزامية، لكنه يسمح للمشاركين بتحصيل الرسوم من بعضهم البعض بشكل اختياري. تعمل وزارة الثقافة والإعلام والرياضة بشكل تلقائي على بناء مسارات للمعاملات بين المشاركين، بهدف ضمان الاتصال الموثوق به حتى في حالة عدم توفر النقل المباشر. الهدف هو تقليل اختلالات التسوية بين الأطراف المتقابلة. سيتم تشفير الرسائل وتوقيعها، مع توفر آليات تشفير متعددة. يمكن للمشاركين تحديد أسعار تحويل العملات وحدود المعاملات. تزعم وزارة الثقافة والإعلام والرياضة أنها قادرة على الوصول إلى 20 ألف رسالة في الثانية، مع الإعدادات الموصى بها، بينما لا تفرض من ناحية أخرى متطلبات أجهزة بسيطة. ومن المقرر أيضًا أن تكون وزارة الثقافة والإعلام والرياضة مفتوحة المصدر، بعد اجتياز مرحلة التجربة.

## روابط خارجية
- الموقع الرسمي